# Апостольская префектура Цицикара
Апостольский префектура Цицикара (лат. Apostolica Praefectura Tsitsiharensis) — апостольская префектура Римско-Католической церкви с центром в городе Цицикар, Китай. Апостольская префектуру Цицикара распространяет свою юрисдикцию на часть провинции Хэйлунцзян. Апостольская префектура Цикахара подчиняется непосредственно Святому Престолу. Кафедральным собором апостольской префектуры Цицикара является церковь святого Михаила Архангела.

## История
9 июля 1928 года Римский папа Пий XI издал бреве Ea quae, которой учредил миссию sui iuris Цицикара, выделив её из апостольского викариата Цзилиня (сегодня — Цзилиня).
17 августа 1938 года Римский папа Пий XI издал бреве Ex hac divi, которым преобразовал миссию sui iuris Цицикара в апостольскую префектуру.
С 1972 по 1989 год кафедра апостольской префектуры Цицикара была вакантной. 15 августа 1989 года Святой Престол назначил ординарием апостольской префектуры Цицикара священника Павла Го Ваньчжи, рукоположив его в епископа. В настоящее время ординарий апостольской префектуры Цицикара также является апостольским администратором апостольской префектуры Цзямусы и апостольской администратуры Харбина.

## Ординарии апостольской префектуры
- священник Eugène-Jean Imhof (1929—1934);
- священник Paul Hugentobler (1934—1972);
  - Sede vacante — с 1972 года по 1989 год;
- епископ Павел Guo Wenzhi (15.05.1989 — 1.08.2000);
- епископ Giuseppe Wei Jingyi (1.08.2000 — по настоящее время).

## Источник
- Annuario Pontificio, Libreria Editrice Vaticana, Città del Vaticano, 2003, ISBN 88-209-7422-3
- Бреве Ea quae, AAS 20 (1928), стр. 350 (лат.)
- Бреве Ex hac divi, AAS 24 (1932), стр. 111